# Сегал, Дмитрий Михайлович
Дми́трий Миха́йлович Сега́л (р. 1938) — советский и израильский литературовед, лингвист. Один из основателей русской школы структурного и семиотического литературоведения.

## Биография
Дмитрий Сегал родился в 1938 году в Москве.
В 1959 году окончил Московский государственный педагогический институт иностранных языков имени Мориса Тореза. В 1960—1973 годах работал в секторе структурной типологии Института славяноведения Академии наук СССР.
В 1973 году эмигрировал в Израиль. В 1974 году основал и возглавил отделение славянских исследований Еврейского университета в Иерусалиме.
Доктор философии, профессор.
Участвовал во многих крупных международных научных мероприятиях: симпозиуме, посвященном 15-летию со дня смерти Б. Л. Пастернака (Интернациональный культурный центр «Союз искателей правды», Париж, 1975); коллоквиуме, посвященном историку и теоретику литературы М. Эйхенбауму (Париж, 1983); конференции «Русско-еврейский Париж» (Институт славяноведения, Париж, 1998); коллоквиуме «Семиотика скандала как механизм культуры» (Париж, 2008); конференции «Серебряный век и технический прогресс» (Университет III, Лион, 2009) и других.

## Научная деятельность
Один из основателей русской школы структурного и семиотического литературоведения.
Считается учеником и последователем Юрия Лотмана. Занимался проблемами структурализма в лингвистике и литературоведении, типологии славянских языков, фонологической статистики. Один из ведущих исследователей творчества Осипа Мандельштама.
Редактор переводов и комментатор произведений Льва Толстого и Фёдора Достоевского на иврите.